# 2019 год в литературе

## События
- Премия «Русский Букер» официально прекратила своё существование[1].
- В городе Троицке Челябинской области установили скульптурный ансамбль, посвящённый 250-летию  Ивану Андреевичу Крылову[2].
- 30 апреля Государственному Лермонтовскому музею-заповеднику «Тарханы» исполнилось 80 лет[3].
- В Нидерландах изданы письма Бориса Пастернака[4].

### Мероприятия
- 9 февраля — в Санкт-Петербурге в соответствии с указом Президента[5] России на доме 8 по Малой Посадской улице открыли мемориальную доску писателю Даниилу Гранину[6].
- 21—24 марта — Лейпцигская книжная ярмарка.
- 23 апреля — Всемирный день книг и авторского права.
- 16—18 мая — Фестиваль «Литература Тихоокеанской России» (ЛиТР) во Владивостоке[7].
- 1—6 июня —  V книжный фестиваль «Красная площадь»[8].
- 26—29 июля — IV Всероссийский литературный фестиваль фестивалей «ЛиФФт» (Тюмень, Тюменская область).
- 4—8 сентября — на ВДНХ прошла ХХХII  Московская международная книжная выставка-ярмарка[9].
- 19 сентября — Правление фонда «Русский Букер» и Комитет премии «Русский Букер» официально заявили о прекращении премии «Русский Букер»[10].
- 30 сентября — 3 октября — IV Евразийский литературный фестиваль «ЛиФФт» (Баку, Азербайджан).
- начало октября — Международная книжная ярмарка в Турку.
- середина октября — Франкфуртская книжная ярмарка.
- конец октября — Хельсинкская книжная ярмарка.
- 31 октября—4 ноября — в Красноярске прошла XIII Красноярская ярмарка книжной культуры (КРЯКК)[11].
- 7 ноября — премия «Поэзия», преемница премии «Поэт», вручается впервые.
- 5—9 декабря — в торгово-выставочном комплексе «Гостиный Двор» прошла 21 Международная ярмарка интеллектуальной литературы Non/fictio№[12].

### Юбилеи

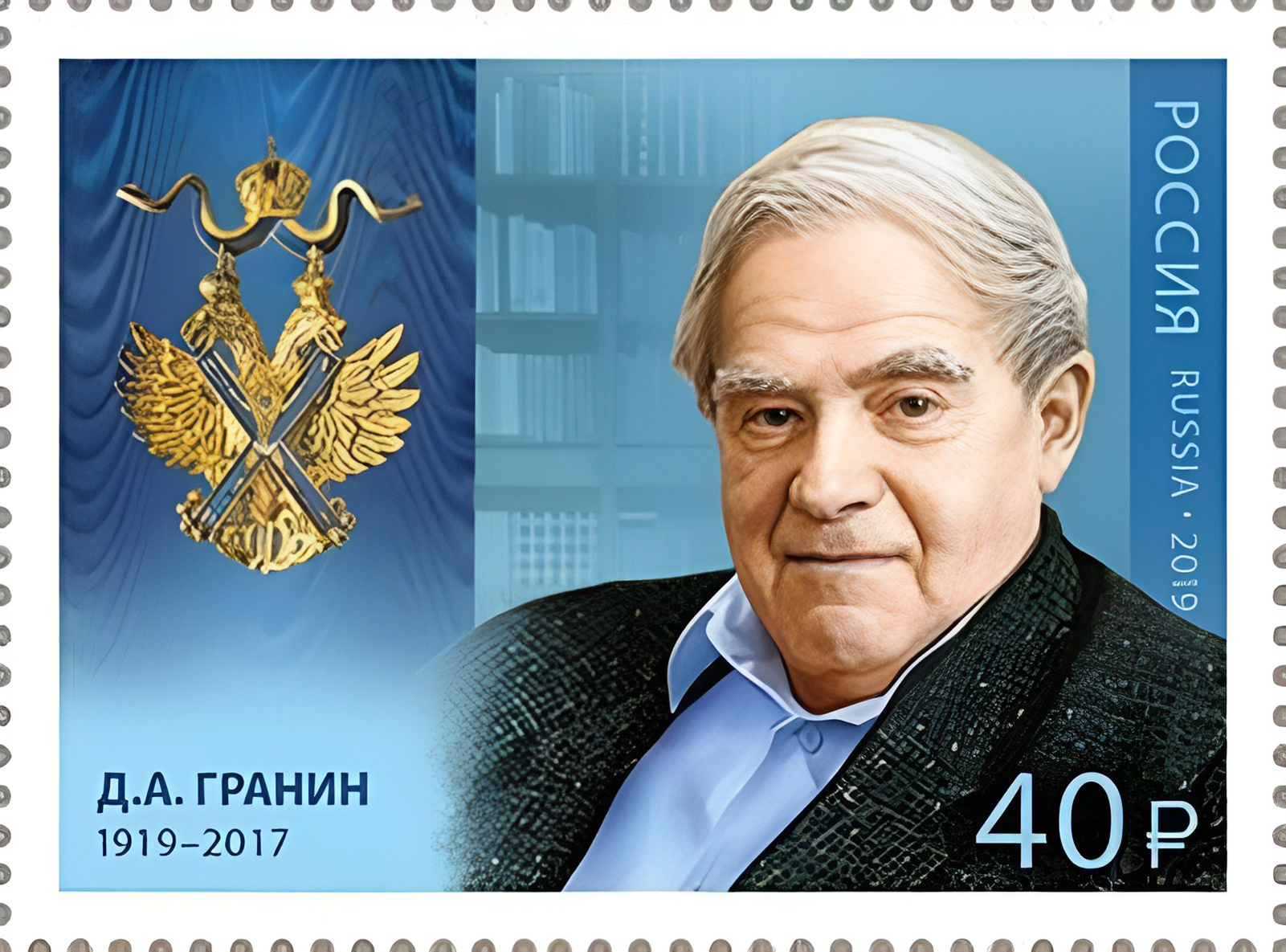
Почтовая марка России 2019 года, посвящённая Даниилу Гранину, как кавалеру ордена Святого апостола Андрея Первозванного

- 1 января — 100 лет со дня рождения Даниила Гранина.
- 1 января — 100 лет со дня рождения Джерома Дэвида Сэлинджера.
- 13 февраля — 250 лет со дня рождения Ивана Андреевича Крылова.
- 6 марта — 90 лет со дня рождения русского прозаика, поэта, сценариста Фазиля Искандера.
- 9 марта — 205 лет со дня рождения украинского поэта Тараса Шевченко.
- 15 марта — 95 лет со дня рождения русского советского писателя Юрия Бондарева.
- 1 апреля — 210 лет со дня рождения русского поэта и драматурга Николая Гоголя.
- 5 апреля — 45 лет со дня публикации первого романа Стивена Кинга «Кэрри».
- 16 апреля — 90 лет со дня рождения советской и российской писательницы Зои Богуславской.
- 22 апреля — 90 лет со дня основания издания «Литературной газеты».
- 7 мая — 100 лет со дня рождения русского поэта Бориса Слуцкого.
- 23 июня — 130 лет со дня рождения русской поэтессы Серебряного века Анны Андреевны Ахматовой.
- 25 июля — 90 лет со дня рождения советского писателя, актёра, режиссёра Василия Шукшина.
- 15 октября — 205 лет со дня рождения русского поэта, прозаика и художника Михаила Лермонтова.
- 20 ноября — 150 лет со дня рождения Зинаиды Гиппиус, русской поэтессы и писательницы, драматурга и литературного критика, одна из представительниц Серебряного века.
- 2 декабря — 205 лет со дня смерти писателя и философа маркиза де Сада.

### Юбилей книги
- 25 апреля — 300 лет со дня первой публикации романа «Робинзон Крузо» английского писателя Даниеля Дефо.

## Премии

### Международные
- Нобелевская премия по литературе —  Петер Хандке, «За влиятельную работу, которая с помощью языковой изобретательности исследовала периферию и специфику человеческого опыта»[13].
- Дублинская литературная премия — Эмили Рускович, «Айдахо» (англ. Idaho).
- Премия Виленицы — Драган Великич[14].
- Премия Агаты — Энн Кливз, «Долгий звонок» (англ. The Long Call)[15].
- Премия Франца Кафки — Пьер Мишон.
- Премия мира немецких книготорговцев —  Себастьян Салгаду[16].
- АБС-премия:
  - номинация «Художественная проза» — Александр Етоев, «Я буду всегда с тобой»;
  - номинация «Критика и публицистика» — Вячеслав Рыбаков, «Резьба по идеалу»[17][18][19].
- Премия имени О. Генри «Дары волхвов»:
  - Михаил Тяжев — рассказ «Сентиментальная история»;
  - Вторая премия — Владимир Рабинович, рассказ «Штык-нож»;
  - Третья премия — Игорь Силантьев, рассказ «Пальто»[20][21].
- Премия «Хьюго» за лучший роман —  Мэри Коваль, «Вычислительные звёзды» (англ. The Calculating Stars)[22][23].
- Премия «Хьюго» за лучшую повесть — Марта Уэллс, «Искусственное состояние» (англ. Artificial Condition)[23][24].
- Премия «Хьюго» за лучшую короткую повесть — Зен Чо, «If at First You Don’t Succeed, Try, Try Again»[23][25].
- Премия «Хьюго» за лучший рассказ — Аликс Хэрроу, «Ведьмовское пособие по перемещению между мирами» (англ. A Witch’s Guide to Escape: A Practical Compendium of Portal Fantasies)[23][26].
- Международная детская литературная премия имени В. П. Крапивина:
  - Лауреат Премии — Захар Табашников (Елена Ожич), «Спойлеры»;
  - номинация «Выбор Командора» — Анна Зенькова, «Нарисованный» и Наталья Шицкая, «Собачелла»;
  - номинация «Выбор литературного совета» — Александра Зайцева, «Девочке в шаре все нипочём»;
  - номинация «Выбор детского жюри» — Дмитрий Ищенко, «В поисках мальчишеского бога»[27][28].

### Австрия
- Австрийская государственная премия по европейской литературе — Мишель Уэльбек[29].

### Великобритания
- Букеровская премия:

1. Маргарет Этвуд, «Заветы» (англ. The Testaments);
2. Бернардин Эваристо, «Девушка, женщина, иная» (англ. Girl, Woman, Other)[30].

- Женская премия за художественную литературу — Тайари Джонс, «Американский брак» (англ. An American Marriage)[31].

### Германия
- Премия Георга Бюхнера — Лукас Бэрфут.
- Бременская литературная премия — Арно Гейгер.
- Премия Леонса и Лены — Евгений Брейгер[вд]

### Израиль
- Иерусалимская премия — Джойс Кэрол Оутс.

### Испания
- Премия Сервантеса — Жоан Маргарит.
- Премия принцессы Астурийской — Сири Хустведт[32].

### Россия
- Премия имени П. П. Бажова:
  - номинация «Мастер. Проза» — Олег Хафизов, «Пещий отрок»;
  - номинация «Мастер. Поэзия» — Александр Вавилов, сборник «Корабельный кот»;
  - номинация «Мастер. Публицистика» — Валерий Белоножко, монография «Ab ovo. Франц Кафка с самого начала»[33][34].
- Премия Александра Солженицына — писатель Евгений Водолазкин, «за органичное соединение глубинных традиций русской духовной и психологической прозы с высокой филологической культурой; за вдохновенный стиль художественного письма»[35][36].
- Премия Андрея Белого:
  - номинация «Поэзия» — Андрей Тавров, Алла Горбунова;
  - номинация «Проза» — Дмитрий Данилов;
  - номинация «Гуманитарные исследования» — Елена Михайлик;
  - номинация «За заслуги перед литературой» — Марк Липовецкий;
  - номинация «Литературные проекты/Критика» — Виталий Лехциер[37].
- «Большая книга»:
  - Первая премия — Александр Иличевский, роман «Чертёж Ньютона»;
  - Вторая премия — Тимур Кибиров, роман «Генерал и его семья»;
  - Третья премия — Шамиль Идиатуллин, роман «Бывшая Ленина»;
  - номинация «За вклад в литературу» — Михаил Сеславинский и Федеральное агентство по печати и массовым коммуникациям (Роспечать)[38].
- Литературная премия «НОС» (Новая словесность) — Александр Стесин[39][40].
- Национальный бестселлер — Андрей Рубанов, «Финист — ясный сокол»[41].
- «Поэзия»:
  - номинация «Стихотворение года» — Дмитрий Веденяпин, Екатерина Симонова;
  - номинация «Поэтический перевод» — Григорий Кружков;
  - номинация «Критика» — Дмитрий Кузьмин[42].
- Премия имени А. С. Пушкина — российский литературовед Игорь Виноградов, научное издание «Летопись жизни и творчества Н. В. Гоголя (1809—1852) в семи томах»[43].
- Премия «Лицей»:
  - номинация «Проза»:
    - Первое место — Павел Пономарёв, сборник «Когда мы жили в Сибири»;
    - Второе место — Никита Разумцев, «Ни ума, ни фантазии»;
    - Третье место — Анастасия Разумова, «Дрожащий мост»[44].

  - номинация «Поэзия»:
    - Первое место — Оксана Васякина, «Когда мы жили в Сибири»;
    - Второе место — Александра Шалашова, «Предприятие связи»;
    - Третье место — Антон Азаренков, сборник стиховорений[45][46].
- «Писатель года»:
  - Основная номинация:
    - Первая премия — Татьяна Рубцова;
    - Вторая премия – Лидия Смирнова;
    - Третья премия – Светлана Андреева.

  - Номинация «Дебют» — Елена Смирнова-Ремарк, София Эззиати[47].
- «Поэт года»:
  - Основная номинация:
    - Первая премия — Елена Печерская;
    - Вторая премия — Елена Копытова;
    - Третья премия — Сергей Каратов;

  - Номинация «Детская литература» — Михаил Куницкий[48].
- «Премия имени Корнея Чуковского» — не присуждалась.
- Премия «Дальний Восток» им. В.К. Арсеньева:
  - номинация «Длинная проза» — Андрей Геласимов;
  - номинация «Короткая проза» — Анатолий Слепцов;
  - номинация «Детская проза» — Анастасия Строкина, «Кит плывёт на север»;
  - номинация «За вклад в развитие Дальнего Востока» — Владимир Серкин;
  - номинация «За вклад в развитие современной культуры Дальнего Востока» — Василий Авченко[49].
- Неистовый Виссарион:
  - Победитель премии «Неистовый Виссарион-2019» — Ольга Балла;
  - Специальный приз «Перспектива» — Елена Макеенко;
  - Специальный приз «За творческую дерзость» — Мария Галина;
  - Почётная премия «Неистовый Виссарион» за вклад в развитие критической мысли (особое решение жюри) — Ирина Роднянская[50].
- Литературная премия имени Самуила Маршака:
  - номинация «Проза» —  Наталья Евдокимова;
  - номинация «Поэзия» —  Михаил Есеновский;
  - номинация «Дебют» — Виктор Бован[51][52].

### США
- Премия ПЕН/Фолкнер — Азарин Ван дер Влит Олооми, «Зови меня зеброй» (англ.  Call Me Zebra)[53].
- Премия Эдгара Аллана По:
  - номинация «лучший роман» — Уолтер Мосли, «Вниз по реке к морю» (англ. Down the River unto the Sea);
  - номинация «лучший первый роман» — Джеймс Маклафлин, «Медвежья шкура» (англ. Bearskin)[54][55].
- Пулитцеровская премия за художественную книгу — Ричард Пауэрс, «Верхний ярус» (англ. The Overstory)[56].
- Пулитцеровская премия за лучшую драму —  Джеки Сибблиз Друри, «Фэйрвью» (англ. Fairview)[57].
- Пулитцеровская премия за поэзию — Форрест Гандер, «Быть с» (англ. Be With)[58].
- Всемирная премия фэнтези за лучшую повесть — Кидж Джонсон, «The Privilege of the Happy Ending»[59].
- Всемирная премия фэнтези за лучший роман — Челси Полк, «Witchmark»[60].
- Всемирная премия фэнтези за лучший рассказ — Мел Кассел, «Ten Deals with the Indigo Snake»[61].

### Финляндия
- Премия Финляндия — Пайтим Статовчи, «Болла».

### Франция
- Гонкуровская премия — Жан-Поль Дюбуа, «Не все в мире живут одинаково» (фр. Tous les hommes n’habitent pas le monde de la même façon)[62].
- Премия Фемина — Сильвен Прюдом, «По дорогам» (фр. Par les routes);
  - премия «зарубежному автору» —  Мануэль Вилас, роман «Ордеса» (исп. Ordesa);
  - премия «за эссе» — Эмманюэль Ламбер.
- Премия Медичи:
  - премия «за роман» — Люк Ланг, «Попытка» (фр. La Tentation);
  - премия «за лучшее зарубежное произведение» — Эйдюр Ава Оулафсдоуттир, «Мисс Исландия» (исл. Ungfrú Ísland);
  - премия «за эссеистику» — Бюль Ожье и  Анн Дяткин, «Я забыла» (фр. J’ai oublié).
- Премия Ренодо — Сильвен Тессон, «Снежная пантера» (фр. La Panthère des neiges).

### Швеция
- Литературная премия Шведской академии — Карл Уве Кнаусгор[63].
- Премия памяти Астрид Линдгрен — Барт Муйарт[64].

### Япония
- Премия имени Рюноскэ Акутагавы — Нацуко Имамура, «Женщина в фиолетовой юбке» (むらさきのスカートの女).

## Книги
- «Белые лошади» — Дина Рубина.
- «Джордж Оруэлл. Неприступная душа» — Вячеслав Недошивин.
- «Искусство лёгких касаний» —  Виктор Пелевин, сборник произведений.
- «Книга нашего детства» — Ирина Лукьянова.
- «Ода радости» —  Валерия Пустовая.

### Романы
- «Безмолвный пациент» —  Алекс Михаэлидес.
- «Доброключения и рассуждения Луция Катина» — философский роман Бориса Акунина.
- «Император» —  Владислав Артёмов
- «Институт» (англ. The Institute) — Стивен Кинг.
- «Заветы» (англ. The Testaments) —  Маргарет Этвуд.
- «Небесный почтальон Федя Булкин» —  Александра Николаенко.
- «Некоторые не попадут в ад» — Захар Прилепин.
- «Нож» (норв. Kniv) — Ю Несбё.
- «Пост» — Дмитрий Глуховский.
- «Театр отчаяния, или Отчаянный театр» — Евгений Гришковец.
- «Трезориум» — Борис Акунин.
- «Финист — ясный сокол» — Андрей Рубанов.
- «Штормовое предупреждение» — Андрей Рубанов (совместно с Василием Авченко).
- «Вила Мандалина»  — Антон Уткин.

### Повести
- «Вавилонский район безразмерного города» — Дина Рубина.
- «Искусство лёгких касаний» — Виктор Пелевин, повесть из сборника «Искусство лёгких касаний».

### Малая проза
- «Жёстко и угрюмо» —  Андрей Рубанов, сборник рассказов.
- «Лето мотылька» — Василий Нацентов.
- «Мой папа был стекольщик» — Надежда Черных.
- «Северная ходьба» — Игорь Булатовский, сборник стихов.
- «Сера» — рассказ Дмитрия Глуховского.
- «Столыпин» — Виктор Пелевин, (в составе сборника «Искусство лёгких касаний»).
- «Уральский акцент» — Олег Дозморов, сборник стихотворений.

## Скончались
- 4 января — Борис Аверин, советский и российский литературовед, 76 лет.
- 7 января — Николай Лисовой, советский русский филосов, писатель, публицист, 72 года.
- 10 января —  Михаил Ахманов, писатель-фантаст, 73 года.
- 23 января —  Йонас Мекас, американский и литовский поэт, 96 лет.
- 24 января — Аскар Оразакын, казахский и советский поэт, 83 года.
- 5 февраля — Бавуугийн Лхагвасурэн, монгольский поэт, народный писатель Монголии, 74 года.
- 7 февраля —  Евгений Карасёв, русский поэт, прозаик, 81 год.
- 9 февраля —  Томи Унгерер, французский писатель, 87 лет.
- 24 февраля —  Геннадий Барабтарло, американский литературовед и переводчик, 70 лет.
- 26 февраля —  Глеб Горбовский, русский поэт и прозаик, 87 лет.
- 27 февраля — Владислав Федосеев, советский сценарист и драматург, 83 года.
- 27 февраля — Пьеретта Флетьо[фр.], французская писательница, 77 лет.
- 1 марта — Петер ван Гестел, голландский детский писатель, 81 год.
- 2 марта — Василий Портяк, украинский прозаик и сценарист, 66 лет.
- 5 марта — Тендик Аскарович Аскаров, киргизский литературный критик, литературовед, 81 год.
- 9 марта — Бернар Бинлин Дадье, ивуарийский писатель, драматург и фольклорист, 103 года.
- 13 марта — Мария Аннинская, российская поэтесса, литературная переводчица, 60 лет.
- 14 марта — Ильгиз Каримов, башкирский писатель и переводчик, 77 лет.
- 17 марта —  Пётр Семёнов — карельский писатель, переводчик, 84 года.
- 17 апреля —  Владимир Герцик, русский поэт, 73 года.
- 27 марта — Рейно Лехвеслайхо, финский писатель, 96 лет.
- 1 апреля — Вонда Макинтайр, американская писательница, 70 лет.
- 2 апреля — Мартин Файдо, английский писатель, автор популярных историко-криминалистических исследований, литературных биографий, 79 лет.
- 10 апреля — Наталья Шмелькова, прозаик и мемуарист, 77 лет.
- 11 апреля — Дмитрий Савицкий, русский писатель, 75 лет.
- 14 апреля — Джин Вулф, американский писатель-фантаст, 87 лет.
- 19 апреля — Марьян Дукса, белорусский прозаик и поэт, 76 лет.
- 20 апреля — Аркадий Чикин, севастопольский писатель, публицист и прозаик, журналист, 64 года.
- 24 апреля —  Леонид Голоцван, украинский и аргентинский поэт, переводчик, активный популяризатор украинской культуры в Аргентине, 85 лет.
- 28 апреля — Лула Жумалаева, чеченская писательница, поэтесса, публицист, переводчица, 59 лет.
- 29 апреля — Лес Маррей, австралийский поэт, антологист и критик, 80 лет.
- 7 мая — Нина Соротокина, советская и российская писательница, 84 года.
- 12 мая — Владимир Крылов, литературовед, 97 лет.
- 16 мая — Сергей Кинякин, поэт Мордовии, 81 год.
- 16 мая — Тохир Хабилов, узбекский писатель, 72 года.
- 16 мая — Леонид Колганов, русский поэт и прозаик, 63 года.
- 17 мая — Герман Воук,  американский писатель, драматург и сценарист, 103 года.
- 17 мая — Николай Батурин, советский и эстонский писатель, эссеист и драматург, поэт, сценарист, 82 года.
- 19 мая — Эдуард Барсуков, русский поэт, 85 лет.
- 22 мая — Джудит Керр, британская писательница, 95 лет.
- 25 мая — Дмитрий Кремень, украинский поэт, публицист, эссеист, переводчик, 65 лет.
- 26 мая — Витторио Дзуккони, итальянский журналист и писатель, 74 года.
- 27 мая — Франсуа Вейерган, бельгийский писатель. 77 лет.
- 30 мая — Энтони Прайс, английский писатель, 90 лет.
- 1 июня — Мишель Серр, французский философ, писатель, 88 лет.
- 6 июня — Юрий Мушкетик, советский и украинский писатель, 90 лет.
- 17 июня — Алексей Неживой, украинский писатель, 62 года.
- 17 июня — Александр Бологов, русский советский писатель, прозаик, поэт и редактор, 86 лет.
- 19 июня — Норман Стоун, шотландский писатель, 78 лет.
  - 22 июня — Джудит Кранц, американская писательница, 91 год.
- 30 июня — Борис Гамалея, реюньонский поэт, лингвист и литературовед, фольклорист, автор нескольких сборников, 88 лет.
- 1 июля — Леонид Симачёв, советский и российский писатель, 68 лет.
- 7 июля — Николай Старченко, российский писатель, журналист, 67 лет.
- 8 июля — Наталия Роллечек, польская детская писательница и драматург, 100 лет.
- 13 июля — Виктор Соснора, советский и российский поэт, прозаик и драматург, 83 года.
- 17 июля — Андреа Камиллери, итальянский писатель. сценарист, 93 года.
- 18 июля — Детлеф Беренцен, немецкий писатель и журналист, 67 лет.
- 18 июля —  Розмари Эллен Гуили, американская писательница, 69 лет.
- 18 июля — Лучано Де Крешенцо, итальянский писатель, 90 лет.
- 27 июля —  Владимир Пучков, советский и украинский русскоязычный поэт, 69 лет.
- 29 июля — Тувья Рюбнер, израильский поэт, переводчик, 95 лет.
- 1 августа — Пуси Динулеску, румынский писатель, 76 лет.
- 3 августа — Владимир Ермошкин, российский писатель, 64 года.
- 5 августа — Тони Моррисон, американская писательница, автор романа «Возлюбленная», который получил Пулитцеровскую премию.
- 10 августа — Джозеф Нил Шульман, американский писатель, 66 лет.
- 17 августа — Мишель де Декер, французский писатель, 71 год.
- 18 августа — Сассон Сомех, израильский писатель и переводчик, 85 лет.
- 21 августа —  Леонид Дайнеко, белорусский писатель, поэт, 79 лет.
- 25 августа — Пётр Васюченко, советский и белорусский писатель, литературовед, литературный критик, драматург, эссеист, 60 лет.
- 1 сентября — Юкка Виртанен, финский писатель, 86 лет.
- 2 сентября — Амарзан Исмаил Хамид, индонезийский поэт и журналист, 78 лет.
- 4 сентября — Аббас Абдулла, азербайджанский поэт, литературовед, переводчик, критик, 79 лет.
- 8 сентября — Владимир Плешаков, советский и российский прозаик, сценарист, 56 лет.
- 13 сентября — Дьёрдь Конрад. венгерский писатель, 86 лет.
- 14 сентября — Муса Сиражи, татарский и башкирский поэт, 80 лет.
- 18 сентября — Грэм Гибсон, канадский писатель, 85 лет.
- 19 сентября —  Михаил Годенко, советский и российский писатель, поэт, литературный деятель, 99 лет.
- 21 сентября —  Гюнтер Кунерт, немецкий лирик и писатель, 90 лет.
- 23 сентября — Владимир Сапронов, русский поэт, 80 лет.
- 25 сентября —  Любомир Левчев, болгарский поэт, прозаик, 84 года.
- 29 сентября — Вячеслав Пьецух, русский писатель, редактор, репортёр, педагог, 72 года.
- 27 октября — Владимир Буковский, советский писатель, 76 лет.
- 5 ноября — Валерий Привалихин, русский писатель и журналист, 70 лет.
- 5 ноября — Татьяна Азовская, советская, а затем казахстанская русскоязычная поэтесса, журналистка, 71 год.
- 6 ноября — Лев Аннинский, советский и российский литературный критик, литературовед, 85 лет.
- 7 ноября — Сергей Белов, советский и российский литературовед, достоевист и книговед, 83 года.
- 7 ноября —  Анатолий Генатулин, советский и российский писатель, прозаик, 94 года.
- 13 ноября — Иван Бурсов, советский и белорусский писатель и литературный переводчик, 91 год.
- 16 ноября — Валерий Дударев, русский поэт, 56 лет.
- 18 ноября —  Игорь Сахновский, русский писатель, поэт, 61 год.
- 21 ноября — Михаил Юдсон, русский писатель, литературный критик и драматург, 63 года.
- 25 ноября — Михаил Хейфец, русский и советский, израильский писатель, 85 лет.
- 2 декабря —  Александр Савицкий, российский поэт, 71 год.
- 2 декабря — Николай Боков, русский поэт и прозаик, 74 года.
- 3 декабря — Владимир Виниченко, российский прозаик, драматург, поэт, публицист, 73 года.
- 3 декабря — Эндрю Вайнер, канадский писатель-фантаст, 70 лет.
- 4 декабря — Шарбану Кумарова, советская и казахская писательница, 83 года.
- 5 декабря — Борис Эскин, русский поэт и писатель, сценарист, драматург, мемуарист, 82 года.
- 10 декабря — Андрей Матвеев, русский писатель и журналист. 65 лет.
- 15 декабря — Аркадий Застырец, поэт, литературный переводчик, журналист, драматург, 60 лет.
- 25 декабря — Владимир Бушин, советский и российский писатель, поэт и публицист, литературный критик, 95 лет.
- 25 декабря — Ари Бен, норвежский писатель, 47 лет.
- 25 декабря —  Татьяна Фишерова, чешская актриса, писательница, 72 года.
- 25 декабря — Аркадий Ровнер, русский писатель, поэт, переводчик, издатель и культуролог, 79 лет.
- 27 декабря — Эли Люксембург, израильский русский писатель, 79 лет.
- 29 декабря — Аласдер Грей, шотландский писатель, 85 лет.
- 30 декабря — Давид Цередиани, грузинский поэт, 82 года.